# Alexander Neckam
Alexander Neckam (o Alessandro di Neckam o Alexander Nequam; St Albans, 8 settembre 1157 – Kempsey, 1217) è stato uno scienziato, letterato, abate, poeta in lingua latina, filosofo scolastico e teologo inglese.

## Biografia
Fece gli studi primari nella scuola dell'abbazia di Saint Albans e quelli superiori cominciarono a Parigi, nella scuola di Petit Pons. Iniziò la carriera di insegnante nel 1180 a Parigi; la sua conoscenza della filosofia e della teologia, e l'eleganza suo latino, sia in prosa che nelle composizioni in versi, attirarono molti studenti alle sue lezioni. Ritornò in Inghilterra nel 1186, ottenne la cattedra dapprima a Dunstable e successivamente a Saint Albans. Dopo essere entrato nell'ordine agostiniano, nel 1213 fu eletto abate di Cirencester. Come abate mostrò buone capacità organizzative con la creazione nel 1215 di una fiera a Cirencester che permise a quella città di diventare un grande mercato della lana in età medievale.
Neckam fu uno scrittore prolifico e scrisse di vari argomenti; la maggior parte dei suoi lavori è tuttavia ancora inedita. Scrisse fra l'altro una grammatica della lingua latina, commentari sulle Sacre scritture e sulle opere di Aristotele, trattati di teologia, sermoni e opere scientifiche; fu fra l'altro il primo autore europeo ad aver menzionato l'uso della bussola nella navigazione. Come poeta, fece una versione in distici elegiaci delle favole esopiche: il Novus Aesopus (42 favole, di cui 37 derivate dal "Romulus" e 5 da altre fonti) e il Novus Avianus, 8 favole da Flavio Aviano.
Oltre le favole, solamente due suoi lavori sono stati stampati: 
- De naturis rerum: un'opera scientifica in cui si discute del cielo, delle stelle, dell'atmosfera, della terra, dell'acqua, e degli esseri viventi
- il poema De laudibus divinae sapientiae.

## Opere
Periodo di Parigi :
- De nominibus utensilium (nel quale Neckam testimonia che gli occidentali conoscevano la bussola verso il 1180-1187).
- Commentario su Martianus Capella
- Novus Avianus (favole in distici elegiaci da Flavio Aviano)
- Novus Esopus (favole in distici elegiaci da "Romulus")

Periodo di Oxford :
- Quaestiones
- Sermones

Periodo di Cirencester come canonico :
- Laus beatissime virginis
- Solatium fidelis anime
- Corrogationes Promothei
- Glossa sul Salterio
- De naturis rerum et in Ecclesiasten (disponibile nelle due parti in Gallica: (Pars I et Pars II)
- Sacerdos at altare
- Commentario sul "Libro dei Proverbi" e sul "Cantico dei Cantici"
- Speculum speculationum
- Laus sapientie divine

Periodo di Cirencester come abate:
- Corrogationes novi Promothei
- Super mulierem fortem
- Suppletio defectuum